# 雨傘物語/オレンジの街
「雨傘物語/オレンジの街」は、森翼の1stシングルである。2008年5月21日発売。

## 概要
- 森翼初のCD作品である。
- 森翼初のシングルである。
- 両A面シングルである。

## 収録曲
| 全作詞・作曲: 森翼、全編曲: 鈴木Daichi秀行。 |                                |      |            |      |
| #                                            | タイトル                       | 作詞 | 作曲・編曲 | 備考 |
| 1.                                           | 「雨傘物語」                   | 森翼 | 森翼       |      |
| 2.                                           | 「オレンジの街」               | 森翼 | 森翼       |      |
| 3.                                           | 「あいつの彼女」               | 森翼 | 森翼       |      |
| 4.                                           | 「雨傘物語」(INSTRUMENTAL)     | 森翼 | 森翼       |      |
| 5.                                           | 「オレンジの街」(INSTRUMENTAL) | 森翼 | 森翼       |      |

## タイアップ
雨傘物語
NTV系「音楽戦士 MUSIC FIGHTER」エンディング・テーマ
オレンジの街
モブキャスト配給映画「愛・流通センター」挿入歌
あいつの彼女
CX系「グータンヌーボ」エンディング・テーマ

## テレビ披露
| 番組名     | 日付      | 放送局   | 楽曲     |
| ---------- | --------- | -------- | -------- |
| MUSIC EDGE | 2008年5月 | 毎日放送 | 雨傘物語 |